# スノウドロップ
「スノウドロップ」は、森山直太朗15枚目のシングル。2008年1月30日発売。発売元はユニバーサルミュージック。

## 概要
スノウドロップとは「待つ雪草という意味を持つ花」であり別れてしまった相手を思い待ち続けるという楽曲の内容とリンクしている。MVには田畑智子が恋人役として出演。森山は、自然と歌詞とメロディーが出てきて出来上がった楽曲と話している。DVD付初回限定盤と通常盤の2形態で発売。

## 収録曲
全曲　作詞・作曲：森山直太朗、御徒町凧
1. スノウドロップ　編曲：笹路正徳
テレビ朝日系『ビートたけしのTVタックル』エンディング・テーマ。
2. 星がキレイな夜だから　編曲：渡部大介

### ＤＶＤ
1. スノウドロップ（ミュージック・ビデオ）